# Urbano Santos
Urbano Santos is een gemeente in de Braziliaanse deelstaat Maranhão. De gemeente telt 22.938 inwoners (schatting 2009).